# Meatballs - Porcelloni in vacanza
Meatballs - Porcelloni in vacanza è un film commedia del 1986 diretto da George Mendeluk. È il terzo capitolo della saga iniziata con Polpette.

## Trama
Rudy Gerner, un ragazzo assai timido, ha ricevuto un'offerta di lavoro estivo: finiti i corsi, egli si presenta ad uno stabilimento di bagni fluviali. Ma il gestore che lo aveva chiamato ha ceduto la gestione e Rudy viene assunto da un certo Mean "Bestia" Gene, un gigante villoso e irascibile, gelosissimo di una donna bionda e inarrivabile, eternamente chiusa in casa, che i ragazzi convenuti sul posto per le vacanze chiamano la "dea dell'amore". Rudy è assistito da una specie di angelo custode: si tratta di Roxanne "Roxy" Doujor, una pornostar morta improvvisamente sul set e respinta dal paradiso (della società "miracle Pictures"), perché non ha fatto almeno una "buona azione" necessaria. La buona azione consisterà nell'illuminare Rudy sulle delizie del sesso e dell'amore. Mentre Rudy viene beffeggiato da tutte per i suoi insuccessi, quelli mettono su una colossale riffa, scommettendo sul successo di un campione (ingaggiato altrove, poiché chi ci ha provato tra i vacanzieri è stato scaraventato in acqua dal bollente Mean) nei confronti della misteriosa "dea dell'amore" e ciò profittando della temporanea assenza dello stesso Mean, partito con i suoi fidi "ratti del fiume" a bordo di motoimbarcazioni. Finisce invece che la misteriosa bionda riceverà la visita di Rudy (sempre aiutato da Roxanne), il quale scoprirà in lei la sorella dell'omaccione suo datore di lavoro, che passa le ferie chiusa nella bicocca per preparare la tesi di laurea. Ancora una volta nessuna conseguenza concreta per il ragazzo sul piano amoroso. Sarà Wendy, una ragazza che da tempo è innamorata di Rudy e che ormai lo considera un campione di coraggio, maturatosi in ogni caso tra il lavoro e gli avvenimenti più insoliti, ad offrirgli il suo sincero amore.

## Sequel
Nel 1992 è stato realizzato un sequel del film che è anche l'ultimo della saga, Meatballs 4 - Porcelloni alla riscossa! (Meatballs 4).